# Calibanus glassianus
Calibanus glassianus ist eine Pflanzenart der Gattung Calibanus in der Familie der Spargelgewächse (Asparagaceae). Ein englischer Trivialname ist „Glass Calibanus“.

## Beschreibung
Calibanus glassianus bildet einen subglobosen korkigen Caudex von 40 bis 60 cm Höhe. Die variablen, selten warzigen, grasartigen, linealischen, blau bis grünen, an den Blatträndern gezähnten Blätter sind 110 bis 120 cm lang und 7 bis 9 mm breit.
Der rispige Blütenstand wird 150 bis 170 cm hoch. Die Blüten sind creme- bis gelbfarben. Die Art ist dioecious/zweihäutig/zwittrig/eingeschlechtlich.
Die gedrückt kugelförmigen, rotbraunen Kapselfrüchte enthalten einen Samen und sind 8 bis 9 mm lang und 4 bis 5 mm breit. Die dreikantigen rotbraunen Samen sind 2,5 bis 4,5 mm im Durchmesser.

## Systematik und Verbreitung
Calibanus glassianus wächst in Mexiko im Bundesstaat Guanajuato und an der Grenze zu San Luis Potosi in tropischen und submontanen Regionen, welche durch Bursera morelense dominiert wird. Sie ist in Höhen von 900 bis 1000 m verbreitet.
Die Erstbeschreibung erfolgte 2003 durch Luis Hernández und Sergio Zamudio.
Calibanus glassianus wurde Ende des 20. Jahrhunderts von Charles Glass entdeckt. Sie ist in Zentral-Mexiko in begrenzten Gebieten verbreitet.
Typisch ist der subglobose, korkige Caudex. Die variablen grasähnlichen Blätter ähneln Calibanus hookeri jedoch werden Unterschiede in Länge und Breite deutlich. Gleichwohl sind Differenzen in Blütenstand und Frucht erkennbar.

## Nachweise
- Luis Hernández, Sergio Zamudio: Two new remarkable Nolinaceae from Central Mexico. In: Brittonia. Band 55, Nummer 3, 2003, S. 226–232 (doi:10.1663/0007-196X(2003)055[0226:TNRNFC]2.0.CO;2).